# Agrionosoma dohrni
Agrionosoma dohrni är en insektsart som beskrevs av Van der Weele 1909. Agrionosoma dohrni ingår i släktet Agrionosoma och familjen fjärilsländor. Inga underarter finns listade i Catalogue of Life.